# HKT48的外出！
《HKT48的御出掛！》（日语：／ Eichikēteī fōteīeito no odekake */?；是日文中「外出」之意）是日本TBS電視台在2013年1月25日（1月26日凌晨）至2017年6月29日（6月30日凌晨）期間所播出的深夜綜藝節目，為以福岡為主要活動中心的女子偶像團體HKT48的全國播放冠名節目之一，於每星期三25時25分（也就是星期四上午1時25分；JST）播出 。由HKT48中的資深成員指原莉乃擔任主持人，並由搞笑二人組「足球時間」的成員後藤輝基擔任見證人（講評）。

## 簡介
《HKT48的御出掛！》是HKT48暨《HaKaTa百貨店》之後，第二個以關東廣域圈為主要播放區域、日本全國性的冠名綜藝節目。但與主要以攝影棚內景方式拍攝的《HaKaTa百貨店》不同的是，《HKT48的御出掛！》片如其名，主打的是由多人數的團體成員踏出HKT48劇場大門、實際到福岡市內或郊區進行外景採訪，爭取更多歌迷認同，以呼應其「擄獲在地歌迷的綜藝節目」（地元ファン獲得バラエティ）之宗旨。
由於每次外景都是由8至22名HKT48的成員參與、人數眾多，因此會在參與的成員之間指派一位稱為「外出center」的領隊（おでかけセンター，簡稱（Odesen），意指在外出活動中站在中央位置的成員）。除了負責帶隊、與參訪的店家進行交涉外，每一集的外景都會設定不同特定金額的「外出資金」，保管在外出center脖子上掛著的小錢包中，整個外出活動的開銷只能從外出資金中調度。
節目初期的外景大都是在特定地區或地點進行巡遊式的參訪活動，但自第20集起陸續開始推出主題式的外景企畫，例如在露營場野炊，在健身中心接受體能訓練課程，或是在烹飪教室進行廚藝比賽等。
除了主要的外景片段之外，《HKT48的御出掛！》仍然有攝影棚內拍攝的段落。此段落由HKT48的資深成員指原莉乃擔任主持人，並由吉本興業旗下以吐槽犀利而聞名的搞笑藝人、搞笑二人組「足球時間」的後藤輝基擔任見證人（講評），兩人在東京的攝影棚裡以邊看外景錄影邊對談的方式出現在節目的子畫面中，針對外景影片的內容進行解說或甚至吐槽。後藤並且會以資深前輩的身份，在每一集片尾的講評對談時段，針對成員表現的綜藝度給予HKT48這些演藝圈的後輩綜合意見，替該集的外出center打分數，與選出在該集中表現最佳的外出成員（MVP）。
除此之外，因為指原在2013年6月時的AKB48第五屆總選舉中奪得冠軍名聲大漲，因此自第28集開始甚至在節目的棚內對談時段增闢針對指原的觀眾來信問答單元「國民們想向center指原打聽的事」（センター指原に国民が聞きたい事）。此單元在2014年下半被「HKT48的樸素疑問問答」（HKT48の素朴な疑問に答える）取代，改由成員們輪流在每週節目中對兩位主持人指原與後藤發問的形式。
《HKT48的御出掛！》是由日本環球音樂（本身也是HKT48的發片公司）主要贊助。在2014年6月之前，經常和HKT48擁有廣告與活動企畫合作關係的日本食品大廠樂天（LOTTE）原本也是主要贊助商之一，並承包了片尾的廣告專題段落。在樂天的廣告贊助結束後，節目改由Famima!!（全家便利商店的上級店鋪與網路購物品牌）作為共同主要贊助商。

## 演出者
固定成員
- 指原莉乃（HKT48 Team H）
- 後藤輝基（足球時間）

外出成員
- HKT48

客串演出
- 宇梶剛士（日语：宇梶剛士）（第2集）[註 2]
- 木瓜鈴木（日语：パパイヤ鈴木）（第2集）[註 2]
- 健坊田中（日语：ケン坊田中）（第18集）
- 山本華世（日语：山本華世）（第20集）
- 二朗（日语：ニッチロー）（第31集）：因為模仿旅美日本職業棒球選手鈴木一朗而知名的模仿藝人。與HKT48的成員在東京月島文字燒街相遇，擔任成員們若突然遇到名人時該如何應對的練習對象。
- 高島宗一郎（日语：高島宗一郎）（第37集）：曾擔任過九州朝日放送主播的福岡市長。
- 曼波家城（日语：マンボウやしろ）（第58集）：HKT48成員在推廣新單曲時拜訪的FM東京廣播節目《Skyrocket Company（日语：Skyrocket Company）》（火箭公司）的主持人（英语：Radio personality）之一。
- 濱崎美保（日语：浜崎美保）（第58集）：同樣擔任《Skyrocket Company》主持人的藝人。
- 大島涼花、加藤玲奈、竹內美宥、田野優花（第58集）：AKB48成員，因參與演出AKB48自己的電視節目《AKB48的你是誰？》（AKB48のあんた、誰?）半途，遇到HKT48成員突襲拜訪打歌，而在節目外景中出鏡。
- 仲谷一志（日语：仲谷一志）（第62、63集）：HKT48成員前往研習表演技巧的Showmanship劇團（劇団ショーマンシップ）之主持人。
- 森瞭維智（日语：森りょういち）（第65集）：HKT48成員所拜訪的動畫製作公司FOREST Hunting One的社長與動畫系列《Peeping Life（日语：Peeping Life）》的製作人。
- 黑木優子（日语：黒木優子）（第78、79集）：福岡市出身、曾得過女子蠅量級拳擊世界冠軍的職業拳擊手。在外景企畫中擔任HKT48成員們的拳擊教練。

## 企畫內容

### 2013年
| 2013年 | 2013年         | 2013年 | 2013年 | 2013年              | 2013年 | 2013年                                   |
| 集     | 播放 日期      | 外出拜訪地點 | 外出拜訪地點 | 外出 center         | 外出成員 | 當週 MVP                                 |
| ------ | -------------- | --- | --- | ------------------- | --- | ---------------------------------------- |
| 1      | 2013年 1月25日 | 柳橋聯合市場 | 柳橋聯合市場 | 穴井千尋            | 指原莉乃、兒玉遙、穴井千尋、多田愛佳、松岡菜摘、中西智代梨 駒田京伽、谷真理佳、淵上舞、山田麻莉奈、岡本尙子                                                                                                |                                          |
| 2      | 2月1日         | 上川端商店街 | 上川端商店街 | 兒玉遙              | 松岡菜摘、穴井千尋、田島芽瑠、兒玉遙、指原莉乃、多田愛佳、中西智代梨 植木南央、熊澤世莉奈、下野由貴、田中菜津美、宮脇咲良、村重杏奈、本村碧唯 森保圓（森保まどか）、若田部遙、安倍恭加、今田美奈、深川舞子、朝長美櫻 |                                          |
| 3      | 2月8日         | 天神 | 天神 | 田島芽瑠            | 松岡菜摘、村重杏奈、田島芽瑠、宮脇咲良、森保圓 田中菜津美、本村碧唯、若田部遙、朝長美櫻、熊澤世莉奈、植木南央                                                                                              |                                          |
| 4      | 2月15日        | 糸島半島 | 糸島半島 | 谷真理佳            | 坂口理子、穴井千尋、谷真理佳、今田美奈、駒田京伽 山田麻莉奈、淵上舞、草場愛、岡本尚子 |                                          |
| 5      | 2月22日        | 糸島半島 | 糸島半島 | 谷真理佳            | 坂口理子、穴井千尋、谷真理佳、今田美奈、駒田京伽 山田麻莉奈、淵上舞、草場愛、岡本尚子 |                                          |
| 6      | 3月1日         | 超巨大居家中心 （Handsman大野城店）                                                                                            | 超巨大居家中心 （Handsman大野城店）                                                                                            | 下野由貴            | 若田部遙、穴井千尋、下野由貴、宮脇咲良、村重杏奈 駒田京伽、熊澤世莉奈、植木南央、田中菜津美、谷真理佳 |                                          |
| 7      | 3月8日         | 超巨大居家中心 （Handsman大野城店）                                                                                            | 超巨大居家中心 （Handsman大野城店）                                                                                            | 下野由貴            | 若田部遙、穴井千尋、下野由貴、宮脇咲良、村重杏奈 駒田京伽、熊澤世莉奈、植木南央、田中菜津美、谷真理佳 |                                          |
| 8      | 3月15日        | Buddy幼稚園 | Buddy幼稚園 | 坂口理子            | 多田愛佳、穴井千尋、坂口理子、兒玉遙、中西智代梨 松岡菜摘、岡本尚子、谷真理佳、駒田京伽、今田美奈 |                                          |
| 9      | 3月22日        | - 新天町商店街 - 《GaRiYa》雜誌編輯部 - 博多車站（FM福岡播音室）                                                               | - 新天町商店街 - 《GaRiYa》雜誌編輯部 - 博多車站（FM福岡播音室）                                                               | 田島芽瑠            | 多田愛佳、兒玉遙、穴井千尋、田島芽瑠、村重杏奈、松岡菜摘、中西智代梨 淵上舞、下野由貴、本村碧唯、朝長美櫻、宮脇咲良、森保圓、若田部遙、植木南央                                                            | 兒玉遙                                   |
| 10     | 3月29日        | RKB每日放送 | RKB每日放送 | 松岡菜摘            | 穴井千尋、兒玉遙、松岡菜摘、中西智代梨 谷真理佳、駒田京伽、坂口理子、山田麻莉奈、淵上舞 | 兒玉遙                                   |
| 11     | 4月5日         | - 娃娃臉星球（）春日店 - 癒快爽快博多店 - 花丸廚房（HANAMARU厨房）                                                             | - 娃娃臉星球（）春日店 - 癒快爽快博多店 - 花丸廚房（HANAMARU厨房）                                                             | 兒玉遙              | 穴井千尋、松岡菜摘、兒玉遙、多田愛佳、今田美奈 谷真理佳、坂口理子、中西智代梨、駒田京伽、草場愛 | 穴井千尋                                 |
| 12     | 4月12日        | 長崎縣長崎市 | 長崎縣長崎市 | 田中菜津美          | 田島芽瑠、宮脇咲良、田中菜津美、若田部遙、朝長美櫻 本村碧唯、谷真理佳、熊澤世莉奈、岡田栞奈、淵上舞、植木南央                                                                                              | 谷真理佳                                 |
| 13     | 4月19日        | 長崎縣長崎市 | 長崎縣長崎市 | 宮脇咲良            | 田島芽瑠、宮脇咲良、田中菜津美、若田部遙、朝長美櫻 本村碧唯、谷真理佳、熊澤世莉奈、岡田栞奈、淵上舞、植木南央                                                                                              | 朝長美櫻                                 |
| 14     | 4月26日        | 長崎縣長崎市 | 長崎縣長崎市 | 朝長美櫻            | 田島芽瑠、宮脇咲良、田中菜津美、若田部遙、朝長美櫻 本村碧唯、谷真理佳、熊澤世莉奈、岡田栞奈、淵上舞、植木南央                                                                                              | 朝長美櫻 谷真理佳                        |
| 15     | 5月3日         | 山口縣下關市 | 山口縣下關市 | 植木南央            | 本村碧唯、穴井千尋、植木南央、兒玉遙、宮脇咲良 安倍恭加、神志那結衣、谷真理佳、坂口理子、淵上舞 | 虎河豚                                   |
| 16     | 5月10日        | 海響館（下關市） | 海響館（下關市） | 本村碧唯            | 穴井千尋、宮脇咲良、本村碧唯、淵上舞、兒玉遙 安倍恭加、植木南央、神志那結衣、谷真理佳、坂口理子 | 坂口理子                                 |
| 17     | 5月17日        | 門司港 | 門司港 | 若田部遙            | 田島芽瑠、松岡菜摘、若田部遙、田中菜津美、朝長美櫻 深川舞子、下野由貴、村重杏奈、中西智代梨、田中優香 | 若田部遙                                 |
| 18     | 5月24日        | 唐人町商店街 | 唐人町商店街 | 森保圓              | 松岡菜摘、穴井千尋、森保圓、宮脇咲良、兒玉遙 岡本尚子、岡田栞奈、中西智代梨、坂口理子、谷真理佳、草場愛 | 健坊田中 （）                            |
| 19     | 5月31日        | 藤井養蜂場 | 藤井養蜂場 | 中西智代梨          | 森保圓、兒玉遙、中西智代梨、松岡菜摘、宮脇咲良 岡本尙子、岡田栞奈、坂口里子、谷真理佳、本村碧唯 | 森保圓                                   |
| 20     | 6月7日         | 拒絕採訪的名店 | 拒絕採訪的名店 | 村重杏奈            | 穴井千尋、兒玉遙、村重杏奈、岡田栞奈、坂口理子 梅本泉、谷真理佳、田島芽瑠、冨吉明日香、後藤泉 | 山本華世                                 |
| 21     | 6月14日        | 御出掛！總選舉神7 （） | 御出掛！總選舉神7 （） | -                   | - |                                          |
| 22     | 6月21日        | 團結生存露營 （） - 今宿野外活動中心                                                                                           | 團結生存露營 （） - 今宿野外活動中心                                                                                           | 中西智代梨          | 熊澤世莉奈、森保圓、兒玉遙、中西智代梨、宮脇咲良、穴井千尋、松岡菜摘、本村碧唯 岡田栞奈、山田麻莉奈、草場愛、冨吉明日香、淵上舞、駒田京伽、谷真理佳、坂口理子                                              | 本村碧唯                                 |
| 23     | 6月28日        | 團結生存露營 （） - 今宿野外活動中心                                                                                           | 團結生存露營 （） - 今宿野外活動中心                                                                                           | 多田愛佳            | 第22集的演出成員中，草場愛、冨吉明日香與駒田京伽提早離開，但加入了多田愛佳、村重杏奈、田中奈津美、若田部遙、下野由貴、植木南央、田島芽瑠、朝長美櫻與今田美奈，總共22人參與演出                             | 本村碧唯                                 |
| 24     | 7月3日         | HKT48 認真對戰～非黑即白～ - Round1博多·半道橋店                                                                               | HKT48 認真對戰～非黑即白～ - Round1博多·半道橋店                                                                               | 岡田栞奈            | 穴井千尋、中西智代梨、松岡菜摘、兒玉遙、熊澤世莉奈、宮脇咲良、本村碧唯、森保圓 岡田栞奈、坂口理子、谷真理佳、冨吉明日香、草場愛、淵上舞、駒田京伽、山田麻莉奈                                              | 谷真理佳 坂口理子                        |
| 25     | 7月10日        | 去超有個性専賣店磨練個性吧！ （） - 八四八 （筷子専賣店） - my makura 天神新天町店 （睡眠専門店） - nice 天神店 （制服専賣店） | 去超有個性専賣店磨練個性吧！ （） - 八四八 （筷子専賣店） - my makura 天神新天町店 （睡眠専門店） - nice 天神店 （制服専賣店） | 後藤泉              | 多田愛佳、宮脇咲良、本村碧唯、中西智代梨、森保圓 駒田京伽、後藤泉、坂口理子、谷真理佳、淵上舞 | 後藤泉                                   |
| 26     | 7月17日        | 復興運動俱樂部（）福岡大橋店                                                                                                   | 復興運動俱樂部（）福岡大橋店                                                                                                   | 宮脇咲良            | 森保圓、本村碧唯、宮脇咲良、中西智代梨、多田愛佳、坂口理子、後藤泉、谷真理佳、駒田京佳、淵上舞 | 無                                       |
| 27     | 7月24日        | HKT48女子力上升講座 廚藝對決 （）                                                                                              | HKT48女子力上升講座 廚藝對決 （）                                                                                              | 坂口理子            | 年長組（和食）：多田愛佳、穴井千尋、坂口理子、中西智代梨、谷真理佳 年少組（洋食）：本村碧唯、村重杏奈、宮脇咲良、田島芽瑠、朝長美櫻                                                                        | 古賀先生                                 |
| 28     | 7月31日        | 暑假特別企畫 東京哈多巴士旅遊 （）                                                                                             | 東京晴空塔 東京天空街（） | 松岡菜摘            | 多田愛佳、松岡菜摘、宮脇咲良、森保圓 岡本尚子、坂口理子、谷真理佳、山田麻莉奈 指原莉乃、後藤輝基 | 谷真理佳                                 |
| 29     | 8月7日         | 暑假特別企畫 東京哈多巴士旅遊 （）                                                                                             | 淺草（雷門、仲見世、淺草寺）                                                                                                   | 坂口理子            | 多田愛佳、松岡菜摘、宮脇咲良、森保圓 岡本尚子、坂口理子、谷真理佳、山田麻莉奈 指原莉乃、後藤輝基 | 坂口理子                                 |
| 29     | 8月7日         | 暑假特別企畫 東京哈多巴士旅遊 （）                                                                                             | 上野（阿美橫丁） | 宮脇咲良            | 多田愛佳、松岡菜摘、宮脇咲良、森保圓 岡本尚子、坂口理子、谷真理佳、山田麻莉奈 指原莉乃、後藤輝基 | 坂口理子                                 |
| 30     | 8月21日        | 暑假特別企畫 東京哈多巴士旅遊 （）                                                                                             | 銀座 | 指原莉乃            | 多田愛佳、松岡菜摘、宮脇咲良、森保圓 岡本尚子、坂口理子、谷真理佳、山田麻莉奈 指原莉乃、後藤輝基 | 森保圓                                   |
| 30     | 8月21日        | 暑假特別企畫 東京哈多巴士旅遊 （）                                                                                             | 東京鐵塔 | 後藤輝基            | 多田愛佳、松岡菜摘、宮脇咲良、森保圓 岡本尚子、坂口理子、谷真理佳、山田麻莉奈 指原莉乃、後藤輝基 | 森保圓                                   |
| 31     | 8月28日        | 暑假特別企畫 東京哈多巴士旅遊 （）                                                                                             | 月島 | 後藤輝基            | 多田愛佳、松岡菜摘、宮脇咲良、森保圓 岡本尚子、坂口理子、谷真理佳、山田麻莉奈 指原莉乃、後藤輝基 | -                                        |
| 32     | 9月4日         | 自製200人份的100%哈密瓜原汁與原創波羅麵包！ （）                                                                               | 自製200人份的100%哈密瓜原汁與原創波羅麵包！ （）                                                                               | 田島芽瑠 朝長美櫻   | 哈密瓜汁組：兒玉遙、田島芽瑠、本村碧唯、森保圓、谷真理佳、秋吉優花、淵上舞 波羅麵包組：宮脇咲良、朝長美櫻、松岡菜摘、村重杏奈、岡田栞奈、岡本尚子                                                          | 秋吉優花                                 |
| 33     | 9月11日        | 自製200人份的100%哈密瓜原汁與原創波羅麵包！ （）                                                                               | 自製200人份的100%哈密瓜原汁與原創波羅麵包！ （）                                                                               | 田島芽瑠 朝長美櫻   | 哈密瓜汁組：兒玉遙、田島芽瑠、本村碧唯、森保圓、谷真理佳、秋吉優花、淵上舞 波羅麵包組：宮脇咲良、朝長美櫻、松岡菜摘、村重杏奈、岡田栞奈、岡本尚子                                                          | 全體御出掛成員                           |
| 34     | 9月18日        | 在海邊的濕答答三場勝負 （） | 個人戰 | 若田部遙            | 兒玉遙、中西智代梨、若田部遙、村重杏奈、田中菜津美、宮脇咲良、秋吉優花、後藤泉、田島芽瑠、朝長美櫻、坂口理子、谷真理佳                                                                                     | 秋吉優花                                 |
| 35     | 9月25日        | 在海邊的濕答答三場勝負 （） | 團體戰 | 村重杏奈 田中菜津美 | 兒玉遙、中西智代梨、若田部遙、村重杏奈、田中菜津美、宮脇咲良、秋吉優花、後藤泉、田島芽瑠、朝長美櫻、坂口理子、谷真理佳                                                                                     | 秋吉優花                                 |
| 36     | 10月2日        | 早推得勝！尋找HKT48的推薦成員 御出掛大辭典 （）                                                                                | 早推得勝！尋找HKT48的推薦成員 御出掛大辭典 （）                                                                                | -                   | - | -                                        |
| 37     | 10月9日        | 福岡市役所（拜訪高島宗一郎市長） 新天町                                                                                        | 福岡市役所（拜訪高島宗一郎市長） 新天町                                                                                        | 穴井千尋            | 本村碧唯、松岡菜摘、穴井千尋、多田愛佳、中西智代梨、森保圓、岡本尚子、谷真理佳、坂口理子、淵上舞 | 岡本尚子                                 |
| 38     | 10月16日       | 福岡市動物園 | 福岡市動物園 | 穴井千尋 多田愛佳   | 穴井取材班：穴井千尋、松岡菜摘、中西智代梨、谷真理佳、淵上舞 多田取材班：多田愛佳、森保圓、本村碧唯、岡本尚子、坂口理子                                                                                    | 犀牛Rock （ロック）                            |
| 39     | 10月23日       | 讓辛勤工作的爸爸們變成歌迷吧 （）                                                                                              | 讓辛勤工作的爸爸們變成歌迷吧 （）                                                                                              | 秋吉優花            | 若田部遙、秋吉優花、坂口理子、岡本尚子、村重杏奈、本村碧唯、朝長美櫻、梅本泉 | 中西智代梨                               |
| 39     | 10月23日       | 讓名媛女士們成為歌迷吧 （） | 讓名媛女士們成為歌迷吧 （） | 森保圓              | 穴井千尋、森保圓、中西智代梨、多田愛佳、田中菜津美、谷真理佳、駒田京伽、松岡菜摘 | 中西智代梨                               |
| 40     | 10月30日       | HKT48歌唱實力檢測 （） | HKT48歌唱實力檢測 （） | 中西智代梨          | 朝長美櫻、宮脇咲良、中西智代梨、村重杏奈、田島芽瑠、坂口理子、宇井真白、秋吉優花、淵上舞、神志那結衣 | 宇井真白                                 |
| 41     | 11月6日        | HKT48角色扮演歌唱對戰 （） | HKT48角色扮演歌唱對戰 （） | 中西智代梨          | 朝長美櫻、宮脇咲良、中西智代梨、村重杏奈、田島芽瑠、坂口理子、宇井真白、秋吉優花、淵上舞、神志那結衣 | 志乃舞、RIKA                             |
| 42     | 11月13日       | 東急手創館（）博多店 | 東急手創館（）博多店 | 宮脇咲良            | 本村碧唯、穴井千尋、宮脇咲良、中西智代梨、熊澤世莉奈 後藤泉、冨吉明日香、坂口理子、駒田京伽、梅本泉 | 宮脇咲良                                 |
| 43     | 11月20日       | 東急手創館（）博多店 | 東急手創館（）博多店 | 宮脇咲良            | 本村碧唯、穴井千尋、宮脇咲良、中西智代梨、熊澤世莉奈 後藤泉、冨吉明日香、坂口理子、駒田京伽、梅本泉 | 梅本泉、坂口理子、冨吉明日香、中西智代梨 |
| 44     | 11月27日       | 博多冬季美食秘密據點 （） | 「牛尾屋」（，牛尾拉麵專賣店）與「起源」（，長濱拉麵專賣店） 大榮笹丘店（）與深町家（一般民眾私宅）                            | 兒玉遙 谷真理佳     | 兒玉隊：村重杏奈、秋吉優花、兒玉遙、下野由貴、伊藤來笑 谷隊：後藤泉、森保圓、谷真理佳、宮脇咲良、坂口理子                                                                                                  | 指原莉乃                                 |
| 45     | 12月4日        | 博多冬季美食秘密據點 （） | 「牛尾屋」（，牛尾拉麵專賣店）與「起源」（，長濱拉麵專賣店） 大榮笹丘店（）與深町家（一般民眾私宅）                            | 兒玉遙 谷真理佳     | 兒玉隊：村重杏奈、秋吉優花、兒玉遙、下野由貴、伊藤來笑 谷隊：後藤泉、森保圓、谷真理佳、宮脇咲良、坂口理子                                                                                                  | 谷真理佳                                 |
| 46     | 12月11日       | 能古島 能古島島嶼公園 （） | 能古島 能古島島嶼公園 （） | 本村碧唯            | 本村碧唯、穴井千尋、宮脇咲良、植木南央、熊澤世莉奈 後藤泉、冨吉明日香、坂口理子、駒田京伽、梅本泉 | 本村碧唯                                 |
| 47     | 12月18日       | 能古島 能古島島嶼公園 （） | 能古島 能古島島嶼公園 （） | 本村碧唯            | 本村碧唯、穴井千尋、宮脇咲良、植木南央、熊澤世莉奈 後藤泉、冨吉明日香、坂口理子、駒田京伽、梅本泉 | -                                        |
| 48     | 12月25日       | 聖誕夜暴露祭 （，TBS東京攝影棚現場）                                                                                           | 聖誕夜暴露祭 （，TBS東京攝影棚現場）                                                                                           | -                   | 村重杏奈、秋吉優花、朝長美櫻、矢吹奈子 | -                                        |

### 2014年
| 2014年 | 2014年    | 2014年 | 2014年 | 2014年                                               | 2014年 | 2014年                                               |                                                      |
| 集     | 播放 日期 | 外出拜訪地點 | 外出拜訪地點 | 外出 center                                          | 外出成員 | 當週 MVP                                             |                                                      |
| ------ | --------- | --- | --- | ---------------------------------------------------- | --- | ---------------------------------------------------- | ---------------------------------------------------- |
| 49     | 1月8日    | 韓國釜山 | 韓國釜山 | 中西智代梨                                           | 穴井千尋、松岡菜摘、中西智代梨、森保圓 冨吉明日香、神志那結衣、駒田京伽、坂口理子 | 穴井千尋                                             |                                                      |
| 50     | 1月15日   | 韓國釜山 | 韓國釜山 | 松岡菜摘                                             | 穴井千尋、松岡菜摘、中西智代梨、森保圓 冨吉明日香、神志那結衣、駒田京伽、坂口理子 | 穴井千尋                                             |                                                      |
| 51     | 1月22日   | 韓國釜山 | 韓國釜山 | 神志那結衣                                           | 穴井千尋、松岡菜摘、中西智代梨、森保圓 冨吉明日香、神志那結衣、駒田京伽、坂口理子 | 中西智代梨                                           |                                                      |
| 52     | 1月29日   | 提升女性魅力 服飾搭配對決 （） 場地：Forever 21福岡天神店                                                                                        | 提升女性魅力 服飾搭配對決 （） 場地：Forever 21福岡天神店                                                                                        | 冨吉明日香                                           | 朝長隊：秋吉優花、伊藤來笑、朝長美櫻、神志那結衣、岡本尚子 冨吉隊：坂口理子、冨吉明日香、駒田京伽、井上由莉耶、栗原紗英                                                                                     | 朝長美櫻                                             |                                                      |
| 53     | 2月5日    | 用博多的絕品食材做出究極的火鍋 （） | 用博多的絕品食材做出究極的火鍋 （） | 後藤泉                                               | 夢幻高級魚小隊：神志那結衣、冨吉明日香、後藤泉、草場愛、岡本尚子 | 山田麻莉奈                                           |                                                      |
| 54     | 2月12日   | 用博多的絕品食材做出究極的火鍋 （） | 用博多的絕品食材做出究極的火鍋 （） | 淵上舞                                               | 在超冷的田中採收小隊/嚴選食材小隊：駒田京伽、坂口理子、淵上舞、山田麻莉奈、梅本泉 | 嚴選食材小隊全員                                     |                                                      |
| 55     | 2月19日   | 在天神Loft的禮物品味對決 （） | 在天神Loft的禮物品味對決 （） | 朝長美櫻                                             | 朝長隊：神志那結衣、井上由莉耶、朝長美櫻、栗原紗英、坂口理子 秋吉隊：冨吉明日香、伊藤來笑、秋吉優花、岡本尚子、駒田京伽                                                                                     | 烤蛋捲機「蛋大師」（）                               |                                                      |
| 56     | 2月26日   | 超人氣工作打工體驗 （） | 老字號麵包店 | 穴井千尋                                             | 麵包店隊：神志那結衣、松岡菜摘、穴井千尋、植木南央、草場愛 寵物店隊：谷真理佳、山田麻莉奈、中西智代梨、坂口理子、冨吉明日香                                                                                 | 谷真理佳                                             |                                                      |
| 57     | 3月5日    | 超人氣工作打工體驗 （） | 大型寵物店 | 中西智代梨                                           | 麵包店隊：神志那結衣、松岡菜摘、穴井千尋、植木南央、草場愛 寵物店隊：谷真理佳、山田麻莉奈、中西智代梨、坂口理子、冨吉明日香                                                                                 | 中西智代梨                                           |                                                      |
| 58     | 3月12日   | 在東京推廣第三張單曲《櫻花，大家一起來品嚐》 （） 拜訪地點：澀谷鴛屋（Tsutaya）、FM東京西班牙坂錄音室、AKB48 Cafe（《AKB48的你是誰？》節目現場） | 在東京推廣第三張單曲《櫻花，大家一起來品嚐》 （） 拜訪地點：澀谷鴛屋（Tsutaya）、FM東京西班牙坂錄音室、AKB48 Cafe（《AKB48的你是誰？》節目現場） | 田島芽瑠 朝長美櫻                                    | 兒玉隊：森保圓、兒玉遙、多田愛佳、穴井千尋、本村碧唯、中西智代梨、淵上舞、宮脇咲良 朝長隊：村重杏奈、朝長美櫻、松岡菜摘、田島芽瑠、田中美久、矢吹奈子、秋吉優花                                             | 谷真理佳                                             |                                                      |
| 59     | 3月19日   | 用九州7縣的在地美食好好款待 （） | 用九州7縣的在地美食好好款待 （） | 田中菜津美                                           | - 棚內演出：穴井千尋、中西智代梨、森保圓 - 外出成員： - 田中小隊：植木南央、田中菜津美、村重杏奈、若田部遙、本村碧唯 - 松岡小隊：穴井千尋、松岡菜摘、中西智代梨、宮脇咲良、熊澤世莉奈、下野由貴             | -                                                    |                                                      |
| 60     | 3月26日   | 用九州7縣的在地美食好好款待 （） | 用九州7縣的在地美食好好款待 （） | 田中菜津美 松岡菜摘                                  | - 棚內演出：穴井千尋、中西智代梨、森保圓 - 外出成員： - 田中小隊：植木南央、田中菜津美、村重杏奈、若田部遙、本村碧唯 - 松岡小隊：穴井千尋、松岡菜摘、中西智代梨、宮脇咲良、熊澤世莉奈、下野由貴             | 森保圓                                               |                                                      |
| 61     | 4月2日    | 為了後藤夫妻在福岡搜尋租屋物件 （） | 為了後藤夫妻在福岡搜尋租屋物件 （） | 森保圓                                               | 兒玉遙、淵上舞、森保圓、松岡菜摘、宮脇咲良、坂口理子、冨吉明日香、岡田栞奈、後藤泉、駒田京伽 | 坂口理子                                             |                                                      |
| 62     | 4月9日    | 讓女演員的才能綻開！……知名劇團1日認真入團 （）                                                                                                   | 讓女演員的才能綻開！……知名劇團1日認真入團 （）                                                                                                   | 宮脇咲良                                             | 岡本尚子、多田愛佳、本村碧唯、宮脇咲良、若田部遙、坂口理子、秋吉優花、植木南央、兒玉遙、村重杏奈、穴井千尋、森保圓                                                                                          | -                                                    |                                                      |
| 63     | 4月16日   | 讓女演員的才能綻開！……知名劇團1日認真入團 （）                                                                                                   | 讓女演員的才能綻開！……知名劇團1日認真入團 （）                                                                                                   | 宮脇咲良                                             | 岡本尚子、多田愛佳、本村碧唯、宮脇咲良、若田部遙、坂口理子、秋吉優花、植木南央、兒玉遙、村重杏奈、穴井千尋、森保圓                                                                                          | 宮脇咲良                                             |                                                      |
| 64     | 4月23日   | 在攝影棚內進行最後演出！中西智代梨、谷真理佳的大餞行會 （）                                                                                      | 在攝影棚內進行最後演出！中西智代梨、谷真理佳的大餞行會 （）                                                                                      | -                                                    | 中西智代梨、谷真理佳 | 後藤輝基                                             |                                                      |
| 65     | 4月30日   | HKT48開發部：與脫力系電腦動畫卡通的夢幻合作 （）                                                                                                 | HKT48開發部：與脫力系電腦動畫卡通的夢幻合作 （）                                                                                                 | 山田麻莉奈                                           | 駒田京伽、熊澤世莉奈、山田麻莉奈、田中菜津美、冨吉明日香、田中優香、宮脇咲良、村重杏奈、岡本尚子、淵上舞 | 山田麻莉奈                                           |                                                      |
| 66     | 5月7日    | 第一次的工作體驗 春天的竹筍採收 （） 外景場地：八女市                                                                                            | 第一次的工作體驗 春天的竹筍採收 （） 外景場地：八女市                                                                                            | 植木南央                                             | 植木隊：穴井千尋、植木南央、松岡菜摘、後藤泉、坂口理子 村重隊：宮脇咲良、村重杏奈、山田麻莉奈、神志那結衣、梅本泉                                                                                           | 大久保女士                                           |                                                      |
| 67     | 5月14日   | 第一次的工作體驗 春天的竹筍採收 （） 外景場地：八女市                                                                                            | 第一次的工作體驗 春天的竹筍採收 （） 外景場地：八女市                                                                                            | 植木南央                                             | 植木隊：穴井千尋、植木南央、松岡菜摘、後藤泉、坂口理子 村重隊：宮脇咲良、村重杏奈、山田麻莉奈、神志那結衣、梅本泉                                                                                           | 梅本泉                                               |                                                      |
| 68     | 5月21日   | 攝影棚佈景改裝大作戰！熱門話題的女子DIY與稻草富翁對決 （） 外景場地：小倉車站站前                                                                | 攝影棚佈景改裝大作戰！熱門話題的女子DIY與稻草富翁對決 （） 外景場地：小倉車站站前                                                                | 下野由貴                                             | 本村隊：後藤泉、冨吉明日香、山本茉央、本村碧唯、植木南央 下野隊：坂口理子、下野由貴、穴井千尋、駒田京伽、梅本泉                                                                                             | 冨吉明日香                                           |                                                      |
| 69     | 5月28日   | 攝影棚佈景改裝大作戰！熱門話題的女子DIY與稻草富翁對決 （） 外景場地：小倉車站站前                                                                | 攝影棚佈景改裝大作戰！熱門話題的女子DIY與稻草富翁對決 （） 外景場地：小倉車站站前                                                                | 下野由貴                                             | 本村隊：後藤泉、冨吉明日香、山本茉央、本村碧唯、植木南央 下野隊：坂口理子、下野由貴、穴井千尋、駒田京伽、梅本泉                                                                                             | 稻草富翁小隊全員                                     |                                                      |
| 70     | 6月4日    | 第二屆 御出掛總選舉 （） | 第二屆 御出掛總選舉 （） | 第二屆 御出掛總選舉 （）                             | 第二屆 御出掛總選舉 （） | 第二屆 御出掛總選舉 （）                             | 第二屆 御出掛總選舉 （）                             |
| 71     | 6月11日   | 用恐怖的刺激遊樂設施試膽：在3大雲霄飛車上自拍報導吧 （） 外景場地：太空世界                                                                      | 用恐怖的刺激遊樂設施試膽：在3大雲霄飛車上自拍報導吧 （） 外景場地：太空世界                                                                      | 穴井千尋                                             | 穴井隊：穴井千尋、坂口理子、駒田京伽、梅本泉、山本茉央 植木隊：植木南央、本村碧唯、下野由貴、後藤泉、冨吉明日香                                                                                             | 駒田京伽                                             |                                                      |
| 72     | 6月18日   | AKB48第37張單曲選拔總選舉 HKT48感言徹底剖析特集 （）                                                                                             | AKB48第37張單曲選拔總選舉 HKT48感言徹底剖析特集 （）                                                                                             | AKB48第37張單曲選拔總選舉 HKT48感言徹底剖析特集 （） | AKB48第37張單曲選拔總選舉 HKT48感言徹底剖析特集 （） | AKB48第37張單曲選拔總選舉 HKT48感言徹底剖析特集 （） | AKB48第37張單曲選拔總選舉 HKT48感言徹底剖析特集 （） |
| 73     | 6月25日   | 生日禮物品味對決 （） 外景地點：東急首創館博多店、博多運河城                                                                                     | 生日禮物品味對決 （） 外景地點：東急首創館博多店、博多運河城                                                                                     | 坂口理子                                             | 坂口隊：後藤泉、坂口理子、冨吉明日香、矢吹奈子、田中美久 田島隊：本村碧唯、田島芽瑠、熊澤世莉奈、田中優香、淵上舞                                                                                           | 田島小隊全員                                         |                                                      |
| 74     | 7月2日    | 第一次的工作體驗 在哞哞樂園從事牧場工作 （） 外景地點：哞哞樂園油山牧場                                                                          | 第一次的工作體驗 在哞哞樂園從事牧場工作 （） 外景地點：哞哞樂園油山牧場                                                                          | 梅本泉                                               | 馬的照顧小隊：神志那結衣、坂口理子、山本茉央、栗原紗英、駒田京伽 牛的照顧小隊：穴井千尋、本村碧唯、梅本泉、今田美奈、冨吉明日香                                                                             | 山本茉央                                             |                                                      |
| 75     | 7月9日    | 第一次的工作體驗 在哞哞樂園從事牧場工作 （） 外景地點：哞哞樂園油山牧場                                                                          | 第一次的工作體驗 在哞哞樂園從事牧場工作 （） 外景地點：哞哞樂園油山牧場                                                                          | 梅本泉                                               | 馬的照顧小隊：神志那結衣、坂口理子、山本茉央、栗原紗英、駒田京伽 牛的照顧小隊：穴井千尋、本村碧唯、梅本泉、今田美奈、冨吉明日香                                                                             | 今田美奈                                             |                                                      |
| 76     | 7月16日   | 第二屆 團結露營 in 龍王峽露營村 （） | 第二屆 團結露營 in 龍王峽露營村 （） | 本村碧唯                                             | 植木小隊：今田美奈、植木南央、後藤泉、冨吉明日香、森保圓、若田部遙、（淵上舞、田中菜津美、岩花詩乃） 本村小隊：梅本泉、本村碧唯、神志那結衣、坂口理子、山本茉央、栗原紗英、（矢吹奈子、荒卷美咲、下野由貴） | 今田美奈                                             |                                                      |
| 77     | 7月23日   | 第二屆 團結露營 in 龍王峽露營村 （） | 第二屆 團結露營 in 龍王峽露營村 （） | 本村碧唯                                             | 植木小隊：今田美奈、植木南央、後藤泉、冨吉明日香、森保圓、若田部遙、（淵上舞、田中菜津美、岩花詩乃） 本村小隊：梅本泉、本村碧唯、神志那結衣、坂口理子、山本茉央、栗原紗英、（矢吹奈子、荒卷美咲、下野由貴） | 矢吹奈子                                             |                                                      |
| 78     | 7月30日   | 靠超艱苦的拳擊與超辣美食揮汗度過夏天吧！ （） | 靠超艱苦的拳擊與超辣美食揮汗度過夏天吧！ （） | 多田愛佳                                             | 多田（激辣美食）小隊：神志那結衣、本村碧唯多田愛佳、森保圓、冨吉明日香 植木（拳擊體驗）小隊：後藤泉、梅本泉、植木南央、坂口理子、山本茉央                                                                   | 梅本泉                                               |                                                      |
| 79     | 8月6日    | 靠超艱苦的拳擊與超辣美食揮汗度過夏天吧！ （） | 靠超艱苦的拳擊與超辣美食揮汗度過夏天吧！ （） | 多田愛佳                                             | 多田（激辣美食）小隊：神志那結衣、本村碧唯多田愛佳、森保圓、冨吉明日香 植木（拳擊體驗）小隊：後藤泉、梅本泉、植木南央、坂口理子、山本茉央                                                                   | 梅本泉                                               |                                                      |
| 80     | 8月13日   | 第一次的工作體驗 海之家的工作挑戰 （） 外景地點：海濱百道海濱公園（）                                                                            | 第一次的工作體驗 海之家的工作挑戰 （） 外景地點：海濱百道海濱公園（）                                                                            | 岡本尚子                                             | 秋吉優花、植木南央、岡本尚子、梅本泉、森保圓、山本茉央、宇井真白、外薗葉月、朝長美櫻、上野遙、坂口理子、冨吉明日香                                                                                          | 後藤貴子                                             |                                                      |
| 81     | 8月20日   | 第一次的工作體驗 海之家的工作挑戰 （） 外景地點：海濱百道海濱公園（）                                                                            | 第一次的工作體驗 海之家的工作挑戰 （） 外景地點：海濱百道海濱公園（）                                                                            | 岡本尚子                                             | 秋吉優花、植木南央、岡本尚子、梅本泉、森保圓、山本茉央、宇井真白、外薗葉月、朝長美櫻、上野遙、坂口理子、冨吉明日香                                                                                          | 梅本泉                                               |                                                      |

### 2015年
| 2015年 | 2015年    | 2015年 | 2015年 | 2015年          | 2015年 | 2015年            |
| 集     | 播放 日期 | 主題/外景地點 | 主題/外景地點 | 外出 center     | 外出成員 | 當週 MVP          |
| ------ | --------- | --- | --- | --------------- | --- | ----------------- |
| 98     | 1月7日    | 為了祈求星運飛躍親手製作巨大風箏朝藍天飛翔吧！ （） 外景場地：松原公民館、長垂海濱公園、福岡舞鶴高校                                       | 為了祈求星運飛躍親手製作巨大風箏朝藍天飛翔吧！ （） 外景場地：松原公民館、長垂海濱公園、福岡舞鶴高校                                       | 梅本泉          | 風箏組：岡本尚子、梅本泉、駒田京伽 書道組：山田麻莉奈、山本茉央、植木南央、後藤泉、冨吉明日香（領隊）、村重杏奈、外薗葉月                 | 山田麻莉奈        |
| 99     | 1月14日   | 為了祈求星運飛躍親手製作巨大風箏朝藍天飛翔吧！ （） 外景場地：松原公民館、長垂海濱公園、福岡舞鶴高校                                       | 為了祈求星運飛躍親手製作巨大風箏朝藍天飛翔吧！ （） 外景場地：松原公民館、長垂海濱公園、福岡舞鶴高校                                       | 梅本泉          | 風箏組：岡本尚子、梅本泉、駒田京伽 書道組：山田麻莉奈、山本茉央、植木南央、後藤泉、冨吉明日香（領隊）、村重杏奈、外薗葉月                 | 全體外出成員      |
| 100    | 1月21日   | 團結挑戰！在2小時內精通手搖鈴後在觀眾前演奏 （） 外景場地：福岡女學院大學                                                                  | 團結挑戰！在2小時內精通手搖鈴後在觀眾前演奏 （） 外景場地：福岡女學院大學                                                                  | 荒巻美咲        | 穴井千尋、荒巻美咲、上野遙、神志那結衣、松岡菜摘、外薗葉月、山內祐奈                                                                      | 松岡菜摘          |
| 101    | 1月28日   | HKT48團結保齡球 （） 外景場地：西新宮殿保齡球（）                                                                                          | HKT48團結保齡球 （） 外景場地：西新宮殿保齡球（）                                                                                          | 多田愛佳        | 淵上舞、後藤泉、宮脇咲良、草場愛、冨吉明日香、宇井真白、植木南央、多田愛佳、今田美奈、田中菜津美                                          | 多田愛佳          |
| 102    | 2月4日    | 第一次的工作體驗：福岡冬之風物詩 牡蠣小屋的工作挑戰 （） 外景場地：牡蠣小屋「住吉丸」                                                      | 第一次的工作體驗：福岡冬之風物詩 牡蠣小屋的工作挑戰 （） 外景場地：牡蠣小屋「住吉丸」                                                      | 本村碧唯        | 牡蠣小隊：本村碧唯（領隊）、荒卷美咲、下野由貴、栗原紗英、山內祐奈 海苔、乾貨小隊：朝長美櫻（領隊）、冨吉明日香、後藤泉、草場愛、植木南央 | 荒卷美咲          |
| 103    | 2月11日   | 第一次的工作體驗：福岡冬之風物詩 牡蠣小屋的工作挑戰 （） 外景場地：牡蠣小屋「住吉丸」                                                      | 第一次的工作體驗：福岡冬之風物詩 牡蠣小屋的工作挑戰 （） 外景場地：牡蠣小屋「住吉丸」                                                      | 本村碧唯        | 牡蠣小隊：本村碧唯（領隊）、荒卷美咲、下野由貴、栗原紗英、山內祐奈 海苔、乾貨小隊：朝長美櫻（領隊）、冨吉明日香、後藤泉、草場愛、植木南央 | 本村碧唯          |
| 104    | 2月18日   | 第一次的工作體驗：挑戰博多冬季美食路邊攤的工作！ （） 外景地點：渡邊通                                                                     | 第一次的工作體驗：挑戰博多冬季美食路邊攤的工作！ （） 外景地點：渡邊通                                                                     | 村重杏奈        | 路邊攤小隊：村重杏奈（領隊）、本村碧唯、多田愛佳、冨吉明日香 關東煮小隊：朝長美櫻（領隊）、荒卷美咲、栗原紗英、坂本愛玲菜                 | 栗原紗英          |
| 105    | 2月25日   | 第一次的工作體驗：挑戰博多冬季美食路邊攤的工作！ （） 外景地點：渡邊通                                                                     | 第一次的工作體驗：挑戰博多冬季美食路邊攤的工作！ （） 外景地點：渡邊通                                                                     | 村重杏奈        | 路邊攤小隊：村重杏奈（領隊）、本村碧唯、多田愛佳、冨吉明日香 關東煮小隊：朝長美櫻（領隊）、荒卷美咲、栗原紗英、坂本愛玲菜                 | 從缺              |
| 106    | 3月4日    | 團結挑戰！火焰三回勝負 （） 外景場地：舞鶴館                                                                                               | 團結挑戰！火焰三回勝負 （） 外景場地：舞鶴館                                                                                               | 兒玉遙          | 田中菜津美、秋吉優花、山本茉央、田島芽瑠、田中美久、兒玉遙、矢吹奈子                                                                      | 從缺              |
| 107    | 3月11日   | 靠路線公車尋找福岡的秘密在地美食 （） | 靠路線公車尋找福岡的秘密在地美食 （） | 兒玉遙          | 北路線小隊：若田部遙、兒玉遙、梅本泉、朝長美櫻 南路線小隊：栗原紗英、穴井千尋、外薗葉月、坂口理子                                         | 從缺              |
| 108    | 3月18日   | 靠路線公車尋找福岡的秘密在地美食 （） | 靠路線公車尋找福岡的秘密在地美食 （） | 兒玉遙          | 北路線小隊：若田部遙、兒玉遙、梅本泉、朝長美櫻 南路線小隊：栗原紗英、穴井千尋、外薗葉月、坂口理子                                         | 梅本泉            |
| 109    | 3月25日   | 指原 vs 後藤，正經料理對決 （） 福岡引以為傲的海產與山產 收穫名場面 （                                                                     | 指原 vs 後藤，正經料理對決 （） 福岡引以為傲的海產與山產 收穫名場面 （                                                                     | -               | - | -                 |
| 110    | 4月1日    | 可不是只有豬骨拉麵呦！讓人驚訝的博多麵食徹底調查對戰 （） 外景地點：博多鬼臉（）、Rarukii（）、入船食堂、中華釜「下釜」（）                | 可不是只有豬骨拉麵呦！讓人驚訝的博多麵食徹底調查對戰 （） 外景地點：博多鬼臉（）、Rarukii（）、入船食堂、中華釜「下釜」（）                | 木本花音        | 木本小隊：岡本尚子、駒田京伽、木本花音、植木南央、冨吉明日香 田中小隊：梅本泉、村重杏奈、田中菜津美、神志那結衣、山本末央                 | 岡本尚子          |
| 111    | 4月8日    | 可不是只有豬骨拉麵呦！讓人驚訝的博多麵食徹底調查對戰 （） 外景地點：博多鬼臉（）、Rarukii（）、入船食堂、中華釜「下釜」（）                | 可不是只有豬骨拉麵呦！讓人驚訝的博多麵食徹底調查對戰 （） 外景地點：博多鬼臉（）、Rarukii（）、入船食堂、中華釜「下釜」（）                | 木本花音        | 木本小隊：岡本尚子、駒田京伽、木本花音、植木南央、冨吉明日香 田中小隊：梅本泉、村重杏奈、田中菜津美、神志那結衣、山本末央                 | 梅本泉            |
| 112    | 4月15日   | 為了能拍出更棒的泳裝照，學習照相的精髓 （） 外景場地：九州安達學園                                                                         | 為了能拍出更棒的泳裝照，學習照相的精髓 （） 外景場地：九州安達學園                                                                         | 梅本泉          | 外薗葉月、梅本泉、神志那結衣、冨吉明日香、村重杏奈、栗原紗英                                                                              | 村重杏奈          |
| 113    | 4月22日   | 第5張單曲發售12秒挑戰…為了搶奪博多美食嚴酷的12秒挑戰 （） 外景場地：木村屋本店 澀谷109前店                                                 | 第5張單曲發售12秒挑戰…為了搶奪博多美食嚴酷的12秒挑戰 （） 外景場地：木村屋本店 澀谷109前店                                                 | 宮脇咲良        | 第5張單曲選拔成員 | 穴井千尋 朝長美櫻 |
| 114    | 4月29日   | 向職業廚師學習！最強的便當製作方式 （） 外景場地：中村調理製菓專門學校                                                                     | 向職業廚師學習！最強的便當製作方式 （） 外景場地：中村調理製菓專門學校                                                                     | 駒田京伽        | 洋食小隊：冨吉明日香（領隊）、山田麻莉奈、秋吉優花、山本茉央、田中美久 和食小隊：駒田京伽（領隊）、岡本尚子、栗原紗英、後藤泉、若田部遙   | 栗原紗英 泰式咖哩 |
| 115    | 5月6日    | 聲優科一日入學…在特別課程中激怒與嚎泣！成員情緒崩壞 （） 外景場地：九州安達學校                                                            | 聲優科一日入學…在特別課程中激怒與嚎泣！成員情緒崩壞 （） 外景場地：九州安達學校                                                            | 山田麻莉奈      | 植木南央、山田麻莉奈、岡本尚子、淵上舞、後藤泉、駒田京伽                                                                                  | 岡本尚子          |
| 116    | 5月13日   | 一根一萬日圓，採收日本第一的野山藥…在直銷中心尋找超好吃的在地食材&與帥哥廚師一起製作手打麵 （） 外景場地：佐佐木農園（）、唐津美味市場（） | 一根一萬日圓，採收日本第一的野山藥…在直銷中心尋找超好吃的在地食材&與帥哥廚師一起製作手打麵 （） 外景場地：佐佐木農園（）、唐津美味市場（） | 坂本愛玲菜      | 外薗小隊：梅本泉、神志那結衣、外薗葉月、下野由貴、田中菜津美 坂本小隊：荒卷美咲、田中美久、坂本愛玲菜、田中優香、淵上舞                   |                   |
| 117    | 5月20日   | 一根一萬日圓！日本第一野山藥與佐賀在地食材的超豪華美食挑戰 （） 外景場地：佐佐木農園                                                       | 一根一萬日圓！日本第一野山藥與佐賀在地食材的超豪華美食挑戰 （） 外景場地：佐佐木農園                                                       | 坂本愛玲菜      | 外薗小隊：梅本泉、神志那結衣、外薗葉月、下野由貴、田中菜津美 坂本小隊：荒卷美咲、田中美久、坂本愛玲菜、田中優香、淵上舞                   | 野山藥家族的諸位  |
| 118    | 5月27日   | 第3屆御出掛總選舉 （） | 第3屆御出掛總選舉 （） | -               | - | -                 |
| 119    | 6月3日    | 初夏正當季！超高級的海產與山產收穫季…大汗中蠢事連發 （） 外景場地：絲島市深江漁港、多久地區                                                | 初夏正當季！超高級的海產與山產收穫季…大汗中蠢事連發 （） 外景場地：絲島市深江漁港、多久地區                                                | 山下艾米丽 （山下エミリー） | 海產小隊：山下艾米丽、本村碧唯、冨吉明日香 山產小隊：坂口理子、梅本泉、岡本尚子、駒田京伽、神志那結衣、朝長美櫻、穴井千尋                 | 山下艾米丽        |
| 120    | 6月10日   | 用初夏正當季的高級軟絲仔與巨大牛蒡豪爽地作菜 （） 外景場地：絲島                                                                           | 用初夏正當季的高級軟絲仔與巨大牛蒡豪爽地作菜 （） 外景場地：絲島                                                                           | 山下艾米丽      | 海產小隊：山下艾米丽、本村碧唯、冨吉明日香 山產小隊：坂口理子、梅本泉、岡本尚子、駒田京伽、神志那結衣、朝長美櫻、穴井千尋                 | 山下艾米丽        |
| 134    | 9月17日   | 指原與後藤也參戰外景！為了指原的療癒認真尋找寵物 （） 外景場地：Belldog金澤文庫店、Inner City Zoo NOAH                                     | 指原與後藤也參戰外景！為了指原的療癒認真尋找寵物 （） 外景場地：Belldog金澤文庫店、Inner City Zoo NOAH                                     | -               | 穴井千尋、今田美奈、兒玉遙、宮脇咲良 指原莉乃、後藤輝基                                                                                   | -                 |
| 135    | 9月23日   | 指原與後藤也參戰外景！為了指原的療癒認真尋找寵物 （） 外景場地：Belldog金澤文庫店、Inner City Zoo NOAH                                     | 指原與後藤也參戰外景！為了指原的療癒認真尋找寵物 （） 外景場地：Belldog金澤文庫店、Inner City Zoo NOAH                                     | -               | 穴井千尋、今田美奈、兒玉遙、宮脇咲良 指原莉乃、後藤輝基                                                                                   | -                 |
| 136    | 9月30日   | 指原＆後藤 珍藏未公開對談Best10 （） | 指原＆後藤 珍藏未公開對談Best10 （） | -               | 岡田栞奈、駒田京伽、井上由莉耶、外薗葉月、下野由貴、山下艾米丽、村重杏奈 指原莉乃、後藤輝基                                               | -                 |
| 137    | 10月7日   | 發掘讓後藤著迷的新星特集 （） | 發掘讓後藤著迷的新星特集 （） | -               | 岡田栞奈、駒田京伽、井上由莉耶、外薗葉月、下野由貴、山下艾米丽、村重杏奈 指原莉乃、後藤輝基                                               | 駒田京伽          |
| 138    | 10月14日  | 去名門道場勞動筋骨學習護身術……超辛苦的練習中發現笨拙之處 （） 外景場地：祥平塾天神道場                                                     | 去名門道場勞動筋骨學習護身術……超辛苦的練習中發現笨拙之處 （） 外景場地：祥平塾天神道場                                                     | 神志那結衣      | 冨吉明日香、後藤泉、梅本泉、神志那結衣、松岡菜摘、栗原紗英、山下艾米丽                                                                    | 後藤泉            |
| 139    | 10月21日  | 熊本2大誇耀食材大收穫 （） 外景場地：宇城市、綠川                                                                                          | 熊本2大誇耀食材大收穫 （） 外景場地：宇城市、綠川                                                                                          | 駒田京伽        | 駒田小隊：今田美奈、駒田京伽、岩花詩乃、植木南央、冨吉明日香、山下艾米丽 下野小隊：下野由貴、坂口理子、本村碧唯、外薗葉月                 | 外薗葉月          |

## 工作人員
- 企畫：秋元康
- 旁白：奧田民義
- 導演：田中慶
- 製作人：井熊俊博、鈴木貴也

## 播放電視台
除了負責製作《HKT48的御出掛！》的TBS本身所屬的電視頻道之外，此節目也有在數個位於九州的縣分播放，相關的電視台與播放區域表列如下：
| 播放區域   | 電視台      | 附註         |
| ---------- | ----------- | ------------ |
| 關東廣域圈 | TBS電視台   | 製作台       |
| 福岡縣     | RKB每日放送 | 延遲29日播放 |
| 鹿兒島縣   | 南日本放送  | 延遲21日播放 |
| 大分縣     | 大分放送    | 延遲76日播放 |

## 外部連結
- TBS《HKT48的御出掛！》官方網站（页面存档备份，存于）（日語）